# Makawe hurleyi
Makawe hurleyi är en kräftdjursart som först beskrevs av Duncan 1968.  Makawe hurleyi ingår i släktet Makawe och familjen tångloppor. Inga underarter finns listade i Catalogue of Life.